# Paul Arpin
Pour les articles homonymes, voir Arpin.
Paul Arpin est un athlète français, né le 20 février 1960 à Bourg-Saint-Maurice, spécialiste de courses de fond, de 1,70 m pour 55 kg, licencié à l'Athlétique Sport Aixois jusqu'en 1990, puis à Neuilly-Plaisance S de 1991 à 1992, puis de nouveau à l'AS Aix-les-Bains de 1993 à 1995, et enfin à la SA Montbrison à compter de 1996.

## Palmarès
Équipe de France :
- 14 sélections en équipe de France A
- Vice-champion du monde par équipes de cross en 1992
- Médaille de bronze des championnats du monde de cross en 1987 (6 participations au total)
- Médaille de bronze par équipes aux championnats du monde cross en 1988
- 3e du marathon de Bordeaux en 1997
- Finaliste aux Jeux olympiques sur 10 000 m en 1988

Divers :
- Champion de France de cross-country en 1987, 1988 et 1989
- Champion de France du 5 000 m en 1986, 1987 et 1988
- Champion de France du 10 000 m en 1990
- Champion de France au relais 4 × 1 500 m en 1988
- Cross des As du Figaro en 1985 et 1986
- Vingt kilomètres de Paris en 1992
- Champion du Dauphiné-Savoie en cross : à 13 reprises
- Champion de France scolaire junior de cross en 1978
- Champion de France cadet de cross en 1977
- Champion de France scolaire sur piste - 3 titres : 1 junior, 1 cadet et 1 minime
- Champion d'Europe de la Police sur 5 000 m en 1994
- Vice-champion de France de cross-country en 1985 et 1990
- au Championnat de France de cross-country en 1986

Ses records personnels sont : 3'40''8 au 1500 mètres, 7'43''58 au 3000 mètres, 13'22''03 au 5000 mètres, 27'39''6 au 10 000 mètres, 1h02'44 au semi-marathon et 2h11'53 au marathon